# ボディガード -守るべきもの-
『ボディガード -守るべきもの-』（原題：Bodyguard）は、ジェド・マーキュリオによって創作されたイギリスBBCのテレビドラマシリーズである。主演はリチャード・マッデンとキーリー・ホーズが務める。6話からなるシリーズは2018年8月26日からBBC Oneで放送され、2008年以来BBCでは最も高い視聴率を記録したドラマとなった。

## 概要
BBCは2016年にWorld Productionsにシリーズを発注し、2017年にITV Studioが同プロダクションを買収した。2018年、Netflixがイギリスおよびアイルランドを除く全世界での独占配信権を獲得した。
シリーズは、PTSDに悩む帰還兵であり、要人警護の任務に就くロンドン警視庁のデイビッド・バッド巡査部長を中心に描く。
2020年9月より、スーパー！ドラマTVにおいても放送された。

## あらすじ
別居中の妻子との関係とPTSDに悩む警察官のバッドは偶然乗り合わせた列車でイスラム教徒による自爆テロを防ぐ。この功績でバッドは、野心的な女性内務大臣モンタギューの警護に就く。モンタギューはテロ対策のために国民のプライバシーを一部侵害する法案を推進し、暗殺の危機に遭遇する。バッドはモンタギューの政治姿勢に反発しながらも彼女を守り、やがて男女の関係となる。モンタギューは首相のスキャンダルを握って脅し、後釜を狙うが爆弾で暗殺される。MI5は首相のスキャンダル情報を取り戻そうとし、警察内の対テロ組織は暗殺事件を捜査し、バッドはモンタギューがMI5により暗殺されたことを疑う。やがてバッドは犯人に仕立て上げられて命の危険にさらされるが、妻に救われる。やがて暗殺犯はテロリストではなくモンタギューの法案で危険にさらされる犯罪組織であることがわかり、警察内の内通者が協力してバッドを嵌めていたことがわかる。バッドの疑惑は晴れて事件は解決し、スキャンダルが漏れて首相は辞任を迫られる。バッドはPTSDと家族に向き合う。

## 登場人物
- デイビッド・バッド
  - 演 - リチャード・マッデン、日本語吹替 - 花輪英司[7]
  - PTSDに悩むアフガニスタン帰還兵にしてロンドン警視庁の巡査部長。モンタギューの警護に就く。妻ヴィッキーとの間に二人の子がいるが別居中である[8][9]。
- ジュリア・モンタギュー
  - 演 - キーリー・ホーズ、日本語吹替 - 安藤麻吹[7]
  - 保守党内閣の内務大臣[8][10]。
- アン・サンプソン
  - 演 - ジーナ・マッキー、日本語吹替 - 新井笙子[7]
  - ロンドン警視庁の対テロリズム組織SO15の長。
- ヴィッキー・バッド
  - 演 - ソフィー・ランドル（英語版）、日本語吹替 - 田中杏沙[7]
  - デイビッドの別居中の妻[8][11]。
- ロブ・マクドナルド
  - 演 - ポール・レディ（英語版）、日本語吹替 - 佐々健太
  - 内務大臣特別顧問。
- マイク・トラヴィス
  - 演 - ヴィンセント・フランクリン（英語版）、日本語吹替 - 佐久間元輝[7]
  - 対テロリズム担当大臣。
- スティーヴン・ハンター＝ダン
  - 演 - スチュアート・ボウマン（英語版）、日本語吹替 - 水越健
  - MI5長官。
- アンディ・アプステッド
  - 演 - トム・ブルック（英語版）
  - デイビッドの戦友[12]。
- ロレイン・クラドック
  - 演 - ピッパ・ヘイウッド（英語版）、日本語吹替 - 桜岡あつこ[7]
  - 要人警護部の長にしてバッドの上司。
- ロジャー・ペンハリゴン
  - 演 - ニコラス・グリーヴス（英語版）、日本語吹替 - 山本祥太[7]
  - モンタギューの元夫にして保守党幹部。
- リチャード・ロングクロス
  - 演 - マイケル・シェーファー、日本語吹替 - 佐々健太
  - MI5の工作員。
- レイバーン
  - 演 - ニナ・トゥーサン・ホワイト、日本語吹替 - 岸本百恵
  - ロンドン警視庁対テロリズム組織SO15の一員。
- シャルマ
  - 演 - アシュ・タンダン、日本語吹替 - 丸山智行
  - ロンドン警視庁対テロリズム組織SO15の一員。
- タヒール・マハムード
  - 演 - シャブハム・サラフ、日本語吹替 - 藤井雄太
  - モンタギューの広報担当。
- ナディア・アリ
  - 演 - アンジー・モハインドラ、日本語吹替 - 島田愛野
  - 列車自爆テロ未遂犯のイスラム教徒女性。
- シャネル・ダイソン
  - 演 - ステファニー・ハイアム、日本語吹替 - 八重畑由希音
  - モンタギューの広報担当。
- ルーク・エイキンズ
  - 演 - マット・ストーキー、日本語吹替 - 藤井雄太
  - ダイソンに繋がる犯罪組織の指導者。

## エピソード
| 通算 話数 | Episode     | 監督            | 脚本                 | 放送日        | UK視聴者数 (百万人) |
| --- | ----------- | --------------- | -------------------- | ------------- | ------------------- |
| 1 | "Episode 1" | Thomas Vincent  | ジェド・マーキュリオ | 2018年8月26日 | 14.42               |
| ロンドン警視庁のデイビッド・バッドは子供たちと乗り合わせた列車で自爆テロリストのナディアを説得して阻止し、逮捕させることに成功する。バッドは昇進し、内務大臣のジュリア・モンタギューの警護に着く。イラク戦争およびアフガニスタン戦争を支持し、公共の安全のため市民のプライバシーを一部制限しようというモンタギューの立場はバッドの兵士としての経験と相反する。モンタギューの元夫にして保守党幹部のペンハリゴンは、元妻がテロの脅威を利用して首相を目指すのではないかと疑う。一方、バッドはPTSDおよび妻との悪化する関係に悩む。戦友で反戦運動家のアンディ・アプステッドに会い、新しい職務に対し嫌悪感を示される。 |             |                 |                      |               |                     |
| 2 | "Episode 2" | Thomas Vincent  | ジェド・マーキュリオ | 2018年8月27日 | 14.33               |
| MI5長官のスティーブン・ハンター=ダンは、列車テロの失敗の報復としてバッドの子供たちが通う学校に迫るテロの危険をモンタギューに伝える。警察からの情報漏洩を恐れるMI5長官は、情報を秘密にするようモンタギューに求める。モンタギューは列車テロの捜査権を警察からMI5に移す。学校への襲撃は警察が阻止するが、爆発で数名の警察官が犠牲になる。バッドの家族は安全な場所に移され、バッドは一時警護の任務から外れるが、モンタギューの要請で戻る。モンタギューはバッドの息子のための学校を特別に手配する。モンタギューの乗る車は狙撃犯に狙われ、バッドは狙撃犯を追い詰め、アプステッドであることを知るが、目の前で自殺される。その夜、バッドとモンタギューはセックスをする。翌日、バッドはロンドン警視庁の対テロリズム組織SO15の長のサンプソンと上司のクラドックから、モンタギューが子供の学校襲撃のことを前もって知っていたと伝えられ、モンタギューの動向をスパイするよう命じられる。 |             |                 |                      |               |                     |
| 3 | "Episode 3" | Thomas Vincent  | ジェド・マーキュリオ | 2018年9月2日  | 15.04               |
| バッドは狙撃事件について警察内の対テロリズム組織SO15のレイバーンとシャルマに聴取を受けるが、狙撃犯と知人であったことは隠す。バッドはモンタギューをスパイし、リチャード・ロングクロスという男から機密情報の入ったタブレットを受け取ったことを知る。モンタギューの推進する、市民のプライバシーを制限する法案は下院を通過する。モンタギューは得た情報を用いて首相を脅迫し、内閣改造を迫る。トラヴィスとペンハリゴンはモンタギューを阻止しようと話し合う。モンタギューは大学で講演するが、広報担当のマハムードが歩み寄ったときに爆発が起きる。 |             |                 |                      |               |                     |
| 4 | "Episode 4" | John Strickland | ジェド・マーキュリオ | 2018年9月9日  | 16.18               |
| モンタギューとマハムードとバッドの同僚は死に、警察はマハムードのブリーフケースが爆弾であったと疑う。シャルマとレイバーンはバッドを尋問し、家を捜索する。バッドは自殺を図るが、隠しておいた弾丸が空砲にすり替えられていたために失敗する。監視カメラにより、マハムードは内務大臣特別顧問のロブ・マクドナルドからブリーフケースを受け取ったことがわかる。内務大臣代理となったトラヴィスは、マクドナルドに口裏を合わせるよう求める。バッドはモンタギューのホテルに行き、ロングクロスの画像が監視カメラの記録から消されていることを知る。列車テロの捜査権はMI5から警察に戻り、バッドはレイバーンとともにナディアに会ってマハムードの写真を見せるが、爆弾を渡された男ではないと言われる。 |             |                 |                      |               |                     |
| 5 | "Episode 5" | John Strickland | ジェド・マーキュリオ | 2018年9月16日 | 16.85               |
| 爆弾はブリーフケースではなくステージに仕掛けられていたことがわかるが、周辺の監視カメラの記録は削除されている。バッドはロングクロスのモンタージュ写真を作り、ナディアは夫が会っていた男だと証言する。SO15はモンタギューの狙撃犯の身元がアプステッドであり、爆弾処理の経験があると知る。バッドは、ロングクロスがモンタギューに渡した情報を調べ、首相のスキャンダルに繋がることを知る。バッドはトラヴィス、ペンハリゴン、首相に対する疑いをクラドックとサンプソンに伝える。バッドはペンハリゴンに会って責める。MI5長官のハンター=ダンはトラヴィスに訊かれてロングクロスとの関係を否定する。マクドナルドはバッドに脅されて、ペンハリゴンとトラヴィスと組んでモンタギューに恥をかかせるために演説に虚偽の内容を入れたとSO15に告白するが、爆弾との関係は否定する。バッドはアプステッドの使った狙撃銃を調べる。モンタギューに解雇されたダイソンの知人が犯罪組織の指導者のルーク・エイキンズであることがわかる。クラドックはバッドとモンタギューの関係とバッドの自殺未遂を知って、バッドを無期限休職とする。バッドはモンタギューの家で隠されたタブレットを見つける。 |             |                 |                      |               |                     |
| 6 | "Episode 6" | John Strickland | ジェド・マーキュリオ | 2018年9月23日 | 17.06               |
| レイバーンはバッドとアプステッドの関係を知り、バッドを指名手配する。エイキンズはバッドにナディアと同じ爆弾ベストを着せて街に放ち、バッドは警察隊に囲まれる。MI5が見守る中、バッドはタブレットの偽の隠し場所を教える。これを聞いたロングクロスはタブレットを取りに向かい、バッドの仕掛けた罠にかかって逮捕される。だがサンプソンはバッドを信じず、ヴィッキーは夫に駆け寄って警官隊による射殺を防ぐ。バッドは自分の家に警官隊を連れて行き、タブレットをSO15に渡す。爆弾処理班の助けでバッドは爆弾ベストを外す。ロングクロスは釈放される。バッドは逃げてダイソンの家に行き、エイキンズを警察内の内通者に会わせるよう強要する。内通者はバッドの上司のクラドックであり、エイキンズがモンタギューを暗殺したことがわかる。ナディアは自分が全ての爆弾を製造したことと、ロングクロスの件で嘘をついたことを認める。サンプソンがタブレットの情報をリークし、首相とMI5長官のハンター=ダンは辞任を迫られる。バッドは心理療法を受け、妻子とともに両親に会いに行く。 |             |                 |                      |               |                     |

## 受賞
第76回ゴールデングローブ賞ドラマシリーズ部門男優賞を受賞した。